# ニューズ・インターナショナル電話盗聴スキャンダル
ニューズ・インターナショナル電話ハッキングスキャンダル（ニューズ・インターナショナルでんわハッキングスキャンダル、News International phone hacking scandal）は、ニューズ・コープの子会社であるイギリスの新聞社、ニューズ・インターナショナル（現News UK、ロンドン・サザーク区）によるハッキング行為、またそれに関連する一連の不祥事である。ニューズ・インターナショナルの複数の従業員はニュースの話題を求めて電話盗聴、警察の買収、不適切な影響力を行使した。
捜査は2005年から2007年に及び、電話盗聴はセレブや政治家、英国王室に限定されていたと結論づけられた。
ところが、2011年7月には、殺人事件の被害者となった13歳の少女ミリー・ダウアー、イギリス軍人の遺族、7月7日のロンドン同時爆破事件の犠牲者の電話にも不正アクセスをおこなったことが判明し、ニューズ・コープとその代表者であるルパート・マードックに非難が集まった。広告主のボイコットにより、同年7月10日には「ニュース・オブ・ザ・ワールド 」(News of the World) が168年の歴史に幕を下ろした。それでも国民の怒りはおさまらず、ブリティシュ・テレコミュニケーションのBSkyBによる買収も失敗に終わった。
英国デーヴィッド・キャメロン首相は2011年7月6日、公聴会は警察の捜査の終了の後で行われることになるだろうと語った。
その後、「ニュース・オブ・ザ・ワールド」は、「サン・サンデー」として復刊し、前身とは異なる紙面の方針をとった。